# La Ville-aux-Dames
La Ville-aux-Dames è un comune francese di 5 053 abitanti situato nel dipartimento dell'Indre e Loira nella regione del Centro-Valle della Loira.

## Società

### Evoluzione demografica
Abitanti censiti